# Liste des hommes et femmes illustres issus de la Principauté de Liège
 (décembre 2023).
Si vous disposez d'ouvrages ou d'articles de référence ou si vous connaissez des sites web de qualité traitant du thème abordé ici, merci de compléter l'article en donnant les références utiles à sa vérifiabilité et en les liant à la section « Notes et références ».
 (décembre 2023).
La mise en forme du texte ne suit pas les recommandations de Wikipédia : il faut le « wikifier ».
Les points d'amélioration suivants sont les cas les plus fréquents. Le détail des points à revoir est peut-être précisé sur la page de discussion.
- Les titres sont pré-formatés par le logiciel. Ils ne sont ni en capitales, ni en gras.
- Le texte ne doit pas être écrit en capitales (les noms de famille non plus), ni en gras, ni en italique, ni en « petit »…
- Le gras n'est utilisé que pour surligner le titre de l'article dans l'introduction, une seule fois.
- L'italique est rarement utilisé : mots en langue étrangère, titres d'œuvres, noms de bateaux, etc.
- Les citations ne sont pas en italique mais en corps de texte normal. Elles sont entourées par des guillemets français : « et ».
- Les listes à puces sont à éviter, des paragraphes rédigés étant largement préférés. Les tableaux sont à réserver à la présentation de données structurées (résultats, etc.).
- Les appels de note de bas de page (petits chiffres en exposant, introduits par l'outil «  Source ») sont à placer entre la fin de phrase et le point final[comme ça].
- Les liens internes (vers d'autres articles de Wikipédia) sont à choisir avec parcimonie. Créez des liens vers des articles approfondissant le sujet. Les termes génériques sans rapport avec le sujet sont à éviter, ainsi que les répétitions de liens vers un même terme.
- Les liens externes sont à placer uniquement dans une section « Liens externes », à la fin de l'article. Ces liens sont à choisir avec parcimonie suivant les règles définies. Si un lien sert de source à l'article, son insertion dans le texte est à faire par les notes de bas de page.
- La présentation des références doit suivre les conventions bibliographiques. Il est recommandé d'utiliser les modèles {{Ouvrage}}, {{Chapitre}}, {{Article}}, {{Lien web}} et/ou {{Bibliographie}}. Le mode d'édition visuel peut mettre en forme automatiquement les références.
- Insérer une infobox (cadre d'informations à droite) n'est pas obligatoire pour parachever la mise en page.

Pour une aide détaillée, merci de consulter Aide:Wikification.
Si vous pensez que ces points ont été résolus, vous pouvez retirer ce bandeau et améliorer la mise en forme d'un autre article.

## Architecte
- Arnold van Mulchen : maître-architecte
- Hézelon de Liège : architecte
- Jacques-Barthélemy Renoz (1729-1786) : architecte
- Jean-François de Neufforge (en) (1714 -1791) : architecte et graveur
- Lambert Lombard  (1505-1566) : architecte et peintre

## Compositeur
- André Grétry (1741 - 1813) : compositeur
- Antoine-Frédéric Gresnick  (1755 - 1799) : compositeur
- Jean Guyot de Châtelet (1512-1588) : compositeur
- Jean-Noël Hamal  (1709 - 1778) : compositeur
- Pierre Bonhomme (1555 - 1617) : compositeur
- Matthaeus Le Maistre  (1505 - 1577) : compositeur et Maître de la chapelle de Dresde

## Écrivain
- Jean le Bel (1290 - 1370) : chroniqueur
- Hubert Ora (1598 - 1654) : poète

## Enlumineur
- Hermann Limbourg  : enlumineur
- Jan Limbourg  : enlumineur
- Pol Limbourg  : enlumineur

## Graveur
- Jean du Vivier (168?-1761) : graveur et médailliste
- Jean Valdor l'aîné 1580-1632 : graveur
- Jean Valdor le Jeune (1616-1670): graveur
- Lambert Suavius 1510-1567) : graveur
- Remacle Le Loup (1694 -) : graveur
- Théodore de Bry  (1528 - 1598) : joaillier-graveur et éditeur

## Industriel
- Henri-Joseph Orban (1779-1846) : industriel
- Jean De Corte dit Curtius  (1551-1628) : industriel
- Louis De Geer (1587-1652) : le père de l'industrie suédoise

## Inventeur
- Adolphe Sax (1814 - 1894) : inventeur du saxophone
- Zénobe Gramme inventeur et industriel
- Jean-Joseph Merlin (1735 - 1803) : inventeur des patins à roulettes

## Mécanicien
- Hubert Sarton (1748 - 1828) : horloger et mécanicien
- Rennequin Sualem (1645 -1708) : maître charpentier et mécanicien

## Orfèvre
- Henri Zutman : orfèvre
- Renier de Huy (?  - 1125) : orfèvre
- Godefroy de Huy (1100 - 1173) : orfèvre

## Peintre
- Gérard de Lairesse 1640-1711 : peintre
- Jean-Baptiste Coclers (1696-1772) : peintre
- Joachim Patenier (1480 - 1524) : peintre
- Léonard Defrance (1735 - 1805) : peintre
- Mathieu-Antoine Xhrouet (1672-1747) : paysagiste
- Nicolas Henri Joseph de Fassin (1728 -1811) : peintre paysagiste
- Pierre-Joseph Redouté (1759-1840) : peintre
- Théodore-Edmond Plumier (1671-1733) : portraitiste

## Religieux
- Lambert Darchis (1625-1699) : ecclésiastique
- Sainte Julienne de Cornillon  : (1192 - 1258) : religieuse

## Autres
- Étienne-Gaspard Robert dit Robertson (1763 -1837) : physicien
- Grégoire-Joseph Chapuis : médecin, philosophe et homme politique
- Henri Antoine Jardon (1768-1809) : militaire
- Jacques de Liège (1260- 1335 ) : théoricien de la musique
- Jean Del Cour (1627 -1707) : sculpteur
- Jean-Jacques Dony (1759 -1819) : chimiste
- Jean-Remy de Chestret (1739 - 1809) : homme politique
- Mathias-Guillaume de Louvrex (1665-1734) : juriste, magistrat, diplomate, historien, bourgmestre
- Remacle Fusch (? - 1587) : botaniste
- René François Walter de Sluse (1622- 1685) : mathématicien
- Jean-Gaspard Ferdinand de Marchin (1601- 1673) : lieutenant-général
- Ferdinand de Marsin (1656- 1706) : maréchal de France